# Zénkino
Zénkino (en rus: Зенкино) és un poble (un possiólok) de l'óblast de Kémerovo, a Rússia, que en el cens del 2010 tenia 19 habitants, pertany al districte de Mariïnsk.